# Olovlig avlyssning
Olovlig avlyssning gör sig den skyldig till som i hemlighet utan att själv delta avlyssnar eller spelar in tal i enrum eller samtal mellan andra. Samma sak gäller om han avlyssnar eller spelar in förhandlingar vid sammanträde eller annat möte, som allmänheten inte har tillträde till och som han själv icke deltar i eller som han obehörigen berett sig tillträde till. Påföljden är böter eller fängelse i högst två år.
Om någon placerar utrustning i avsikt att bryta telehemlighet eller olovligen avlyssna någon eller några, gör han sig skyldig till förberedelse till olovlig avlyssning och kan dömas till böter eller fängelse i högst två år.
Detta kallas buggning. 
År 2017 dömdes en far för att ha avlyssnat sin 13-årige sons mobilsamtal genom en så kallad spionapp som automatiskt spelade in och skickade vidare samtalen till fadern. Fadern dömdes i tingsrätten för den olovliga avlyssningen till 60 dagsböter och sammanlagt 10 000 kronor i skadestånd.

## Fotnoter
1. ↑  https://lagen.nu/1962:700#K4P9a
2. ↑  https://lagen.nu/1962:700#K4P9b
3. ↑  Blume, Ebba (4 maj 2017). ”Ny dom: Förälder fick inte avlyssna sitt barns mobil”. Svenska Dagbladet. ISSN 1101-2412. https://www.svd.se/a/knBOX/ny-dom-foralder-fick-inte-avlyssna-sitt-barns-mobil. Läst 3 maj 2022.
4. ↑  ”6 sätt att övervaka dina barn på nätet – men är det en bra idé?”. Internetkunskap. 7 juni 2020. https://internetkunskap.se/artiklar/foraldraskap/6-satt-att-overvaka-dina-barn-pa-natet-men-ar-det-en-bra-ide/. Läst 3 maj 2022.